# ミラビスタ映画
ミラビスタ映画（Miravista Films）とは、アルゼンチンにあるアメリカのウォルト・ディズニー・スタジオ（ウォルト・ディズニー・カンパニー）所有の映画製作部門である。

## 概要
2002年に設立され、現在はウォルト・ディズニー・スタジオのレーベルで製作している。アルゼンチンに拠点を置く会社は、ウォルト・ディズニー・モーション・ピクチャーズ・グループの一員でら他のレーベルからの映画の地元での制作と配給を専門としている。

## 歴史
2003年10月にパートナーであるAdmira社の解散に伴い、ミラビスタ映画はウォルト・ディズニー・スタジオの完全所有の子会社となった。